# الشابة فضيلة
فضيلة زلماط المعروفة فنيًا باسم الشابة فضيلة (5 فبراير 1962 -)، هي مغنية راي وممثلة جزائرية.

## بدايتها
ولدت في مدينة وهران الجزائرية، بدأت الغناء لأول مرة عام 1978 بأغنية أنا ماحلالي النوم، في نهاية السبيعنات التقت مع زوجها صحراوي التي عاشت وعملت معه قرابة 20 سنة ، بعد إنفاصلها عن زوجها أصبحت تعمل وحدها كما هو الحال بالنسبة لصحراوي. وتعتبر أول مغنية راي تنتج فيديو كليب «ما عندي زهر معاك» سنة 1987. خاضت أيضاً تجربة التمثيل التلفزيوني في فيلم «جلطي» سنة 1976، للمخرج محمد فتسان.

## وصلات خارجية
- الشابة فضيلة على موقع ميوزك برينز (الإنجليزية)
- الشابة فضيلة على موقع أول ميوزيك (الإنجليزية)
- الشابة فضيلة على موقع ديسكوغز (الإنجليزية)
- -بعض أغاني الشابة فضيلة على يوتيوب